# باول وير (ملاكم)
باول وير (بالإنجليزية: Paul Weir)‏ (16 سبتمبر 1967 بغلاسكو في المملكة المتحدة - ) هو ملاكم بريطاني، صنّف ضمن فئة وزن الذبابة الخفيف ‏ وMini flyweight ‏.

## إحصائيات
خاض خلال مسيرته 20 نزالا، فاز في 14 ولم يتعادل وخسر في 6. فاز بالضربة القاضية في 4 نزالات.

## روابط خارجية
- باول وير على موقع بوكس ريك (الإنجليزية) (registration required)